# 维森西亚
维森西亚是巴西伯南布哥州的一个市镇。总面积250.37平方公里，总人口27151人，人口密度108.4人/平方公里。